# 佳能PowerShot A510

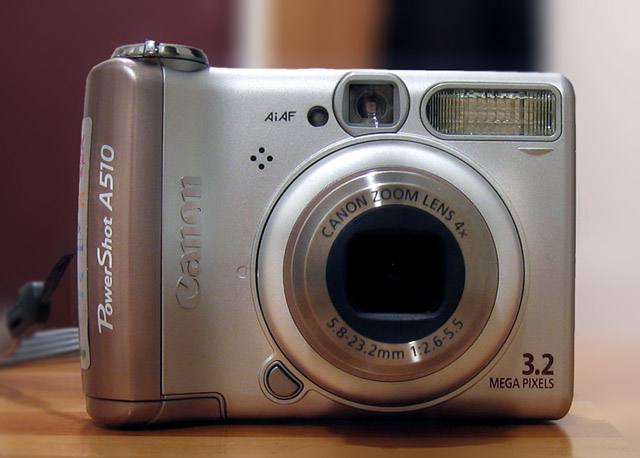
Canon PowerShot A510对镜拍摄

佳能 PowerShot A510是一款佳能相机，于2005年3月推出。是之前的畅销机型A75的升级版本。
相对Canon PowerShot A75的改进有，CCD元件面积增大（A75为 1/2.7 英寸），存储介质使用较CF卡更为流行的SD卡／MMC卡，4x光学变焦（A75为3倍），改用两节AA电池。

## 主要参数
- 三百万有效象素
- 4倍光学变焦
- 1/2.5 英寸 CCD
- 1.8寸TFT液晶屏，分辨率11.8万象素
- 快门：15～1/2000秒
- ISO：50/100/200/400
- 9点智能对焦
- 有声短片记录（MJPEG编码与raw音频）
- 使用SD卡／MMC卡作为存储介质
- 使用DIGIC数字处理芯片
- 使用2节AA电池
- Exif 2.2
- 不带电池约180克